# .sl
.sl (Serra Leoa) é o código TLD (ccTLD) na Internet para a Serra Leoa.